# Dzięciołowicze
Dzięciołowicze (biał. Дзятлавічы; ros. Дятловичи) – wieś na Białorusi, w obwodzie grodzieńskim, w rejonie wołkowyskim, w sielsowiecie Roś.
Znajduje się tu parafialna cerkiew prawosławna pw. św. Mikołaja Cudotwórcy.
W dwudziestoleciu międzywojennym wieś i folwark Dzięciołowicze leżały w Polsce, w województwie białostockim, w powiecie wołkowyskim, w gminie Roś.